# Femmes ou Maîtresses
Pour plus de détails, voir Fiche technique et Distribution.
Femmes ou Maîtresses (titre original : The Donor) est un film américain réalisé par Jean-Marie Pallardy, sorti en 2000

## Synopsis
Un homme tombe amoureux de la mère porteuse de son enfant, qui devait rester anonyme.

## Fiche technique
- Titre : Femmes ou Maîtresses
- Titre original : The Donor
- Réalisation :	Jean-Marie Pallardy
- Scénario : Neal H. Dobrofsky & Tippi Dobrofsky
- Musique : Nicolas Skorsky
- Producteurs : Sedat Akdemir, Bernard Bergman, Roger Mende
- Pays d'origine :  États-Unis
- Langue : Anglais
- Format : Couleur
- Genre: Film romantique
- Durée : 95 minutes

## Distribution
- David Carradine : Mike Riordan
- Pierre Dulat : Mathieu/Matt Riordan
- Florence Guérin : Sylvia
- Coco d'Este (=Marina Carradine) : Françoise Riordan
- Karen Black : Mme Springle
- James Handy : John Springle